# Saint-Félix-d'Otis
Saint-Félix-d'Otis es un municipio canadiense situado en la provincia de Quebec.

## Superficie
Saint-Félix-d'Otis tiene una superficie de 233,16 km².

## Demografía
En 2021, tenía 1109 habitantes, una densidad poblacional de 4,8 hab./km², y 819 viviendas.